# Copa Mégane Argentina
La Copa Mégane Argentina fue un campeonato de automovilismo monomarca creado en Argentina por la filial de Renault Sport y que se realizó entre los años 2000 y 2009.

## Origen e historia

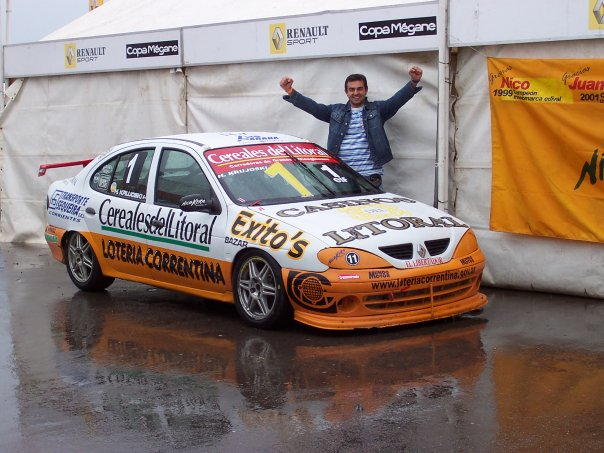
Humberto Krujoski, piloto campeón en 2004.

La Copa Mégane fue creada mediante un convenio celebrado por Renault Sport y el TC 2000 para aumentar su participación dentro de ella con vistas a preparar el regreso de la filial de la marca francesa con un equipo oficial. La categoría, reemplazaba de esta forma de su rol de telonera a la antigua Copa Kia, la cual competía desde 1999 junto al TC 2000, implementando unidades Kia Avella. La categoría se desarrolló para que funcione como un semillero para aquellos pilotos que deseen realizar sus primeras experiencias dentro del automovilismo nacional. Los vehículos eran modelos Renault Mégane con motores de 2.0 litros y 8 válvulas. Tras su última temporada completa desarrollada en el año 2008, en 2009 fueron desarrolladas cinco competencias compartiendo el calendario con el TC 2000, sin embargo tras esas competencias la categoría fue dada de baja, debido a la celebración de un convenio entre Fiat Argentina y el TC 2000 para crear la Fiat Linea Competizione, categoría que reemplazó a la Copa Mégane en su rol de telonera del TC 2000 junto a la Fórmula Renault Argentina. Tras estas acciones, Nicolás Ursprung fue declarado como su último campeón.

## El vehículo
Para esta categoría, Renault Sport homologó el uso de unidades Renault Mégane I, las cuales tendrían una preparación estándar mejorado. Estas unidades estaban equipadas con impulsores Renault de 2000 cm³, de cuatro cilindros y 8 válvulas, capaces de erogar una potencia de 190 HP, acoplados a una caja manual semiautomática de 6 velocidades. Con estas unidades, Renault ofrecía a sus competidores la posibilidad de desarrollar su carrera deportiva con un vehículo de altas prestaciones deportivas.

## Circuitos utilizados
| - Oberá - San Martín - Resistencia - Buenos Aires | - Neuquén - San Juan - Santa Fe - Potrero de los Funes | - Alta Gracia - Salta - Paraná - General Roca |

Fuentes:

## Campeones
| Año  | Campeón             |
| ---- | ------------------- |
| 2000 | Rubén Valsagna      |
| 2001 | Juan Pablo Satorra  |
| 2002 | Nicolás Kern        |
| 2003 | Pablo Varela        |
| 2004 | Humberto Krujoski   |
| 2005 | Gabriel Satorra     |
| 2006 | Jorge Loyarte       |
| 2007 | Agustín Canapino    |
| 2008 | Facundo Della Motta |
| 2009 | Nicolás Ursprung    |